# Wahlen zum Repräsentantenhaus der Vereinigten Staaten 2010
Die Wahlen zum Repräsentantenhaus der Vereinigten Staaten fanden am 2. November 2010 statt. Am selben Tag fanden auch die Wahlen zum Senat sowie in 39 Bundesstaaten und zwei Außengebieten Gouverneurswahlen statt.

## Ergebnis
| Parteien                                   | Parteien        | Sitze | Sitze | Sitze | Sitze   | Stimmen    | Stimmen |
| ------------------------------------------ | --------------- | ----- | ----- | ----- | ------- | ---------- | ------- |
| Parteien                                   | Parteien        | 2008* | 2010  | +/−   | Stärke  | Stimmen    | %       |
|                                            | Demokraten      | 256   | 193   | −63   | 44,4 %  | 38.803.024 | 44,85 % |
|                                            | Republikaner    | 179   | 242   | +63   | 55,6 %  | 44.862.598 | 51,85 % |
|                                            | Andere Parteien | –     | –     | –     | –       | 2.853.035  | 3,30 %  |
| Gesamt                                     | Gesamt          | 435   | 435   | 0     | 100,0 % | 86.518.657 | 100,0 % |
| Quelle: RealClearPolitics The Green Papers |                 |       |       |       |         |            |         |

* einschließlich der Spezialwahlen seit 2008
Bei den Wahlen von 2008 hatten die Demokraten 257 Sitze, die Republikaner 178 Sitze errungen.
Beim Urnengang vom 2. November 2010 verloren die Demokraten ihre absolute Mehrheit im Repräsentantenhaus an die Republikaner. Durch die überaus deutlichen Zugewinne spricht man von einer Wave election.